# Abies guatemalensis
El pinabete (Abies guatemalensis) –también conocido como oyamel de Guatemala, abeto de Guatemala, pashaque o romerillo– es un árbol o conífera perteneciente a la familia Pinaceae. Natural de Centroamérica se encuentra en el sur de México, Guatemala, norte de Honduras y en el sur de El Salvador. Debido a la pérdida de su hábitat, se encuentra catalogada como especie en peligro de extinción.Es una especie muy utilizada por la rectitud de su tronco y la facilidad para trabajar su madera. 

## Descripción
Es una especie arbórea que puede alcanzar una altura de 50 metros y un diámetro de 1 metro. Se localiza entre el rango altitudinal de los 2400 a los 3500 m s. n. m., en las zonas de vida “Bosque Muy Húmedo Montano Subtropical”, en temperaturas que oscilan entre los 3 y 10 °C. Produce semillas cada dos años y el porcentaje de germinación es de (10% a 20%).

## Ecología

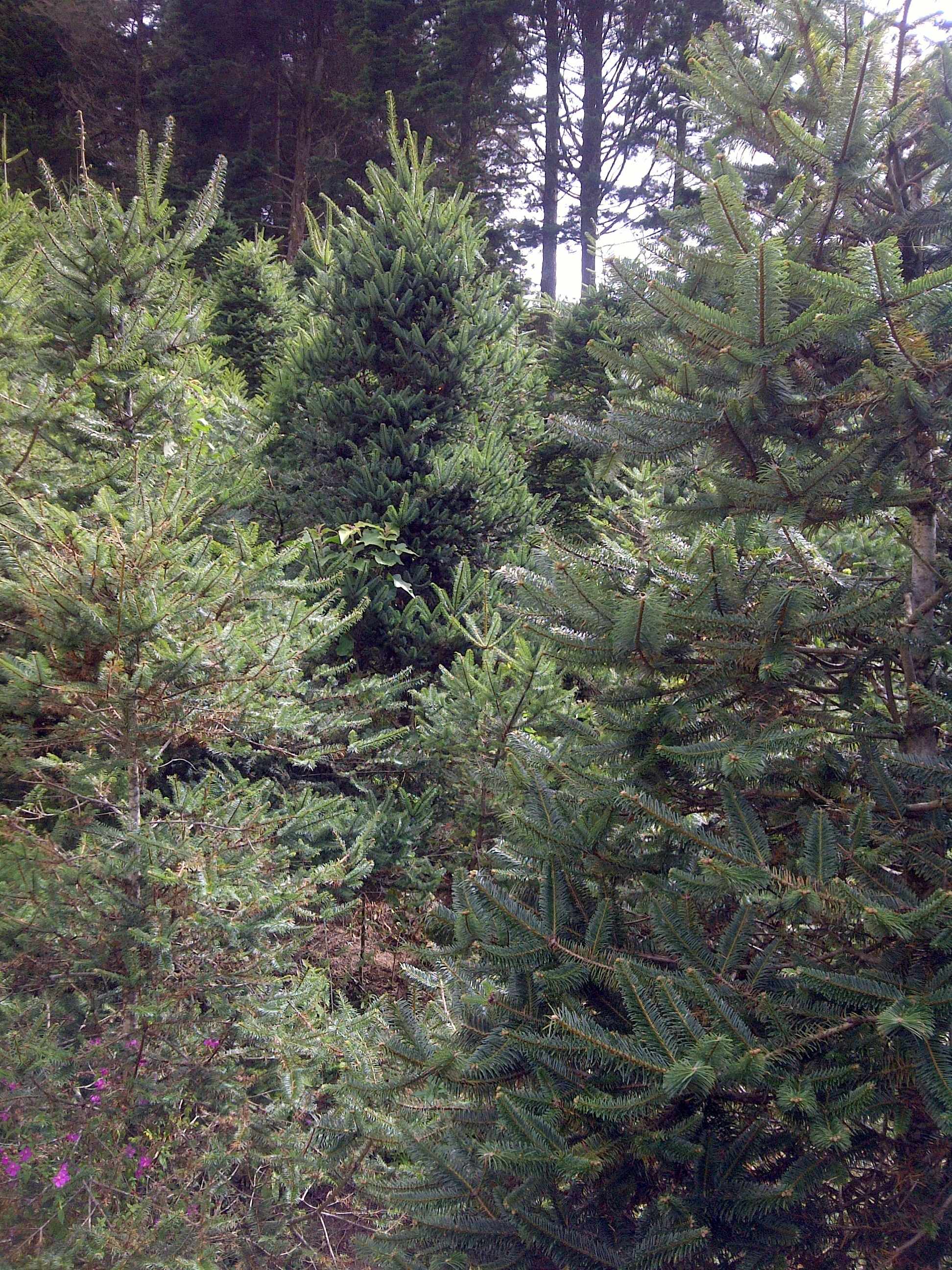
En su hábitat

Abies guatemalensis rara vez forma rodales monoespecíficos, ya que se encuentra generalmente bastante dispersa. De hecho, se asocia con varias otras coníferas de montaña como: Abies religiosa, Cupressus lusitanica, Pinus ayacahuite, Pinus hartwegii, Pinus michoacana, Pinus montezumae y Pinus pseudostrobus. A más altura se encuentra con especies de Arbutus, Juniperus y Quercus. En los bosques abiertos, con Arbutus xalapensis, Baccharis vaccinioides, Cestrum guatemalense, Litsea glaucescens, Rubus trilobus, Salvia cinnabarina y Sambucus mexicana.

## Variedades
Hay dos variedades reconocidas de A. guatemalensis, llamadas:
- A. g. var. guatemalensis, está presente en Guatemala, El Salvador, Honduras y sur de México; Chiapas, Colima, Guerrero, Oaxaca y Tamaulipas.[6]
- A. g. var. jaliscana presente solamente en los estados mexicanos de Jalisco, Michoacán, Nayarit y posiblemente Sinaloa.[7]

## Taxonomía
Abies bracteata fue descrita por Alfred Rehder y publicado en Journal of the Arnold Arboretum 20(3): 285–287, f. 1J–M. 1939.
Etimología
Abies es el nombre genérico que viene del nombre latino de Abies alba;
guatemalensis es el epíteto geográfico que alude a su localización en Guatemala.
Sinonimia
- Abies tacanensis Lundell
- Abies zapotekensis Debreczy, I.Rácz & G.Ramirez[10][11]

var. jaliscana Martínez
- Abies flinckii Rushforth
- Abies religiosa var. emarginata Loock & Martínez